# Цай Вэньцзи
Цай Вэньцзи́ (кит. 蔡文姬, точные годы рождения и смерти неизвестны; также известна как Цай Янь) — знаменитая поэтесса и композитор эпохи поздней Хань.
Цай Вэньцзи была дочерью музыканта и деятеля культуры Цай Юна. При жизни её звали  Чжаоци, но полвека спустя, в эпоху империи Цзинь, её имя было изменено на  Вэньцзи  из-за совпадения с именем Сыма Чжао (211—265) с тем, чтобы не нарушать существовавший в Китае чрезвычайно строгий запрет на произнесение или написание ряда имён (т. н. табу на имена). После этого переименования она вошла в историю под именем Цай Вэньцзи.
Цай Вэньцзи была захвачена кочевниками хунну и провела 12 лет у них в плену, пока член её клана, влиятельный полководец и фактический правитель империи Хань Цао Цао не выкупил её, заплатив за неё значительную сумму денег. Она вернулась на родину в 207 году.

## Биография
Цай Вэньцзи родилась предположительно незадолго до 178 года в уезде Юйсянь (圉縣) округа Чэньлю (陈留) (современный уезд Цисянь провинции Хэнань). Отцом Цай Вэньцзи был знаменитый писатель своего времени Цай Юн, служивший при дворе императора Лин-ди. В 178 году Цай Юн представил императору доклад, обличающий евнухов, полностью подчинивших себе безвольного императора, и был в наказание за это сослан в деревню. По тем временам он ещё легко отделался, царедворца Лю Тао позже за аналогичную попытку казнили. На досуге отец дал дочери прекрасное по тем временам образование, скорее всего, обучал её он сам.
По преданию, когда ей было шесть лет, она слушала, как отец за стеной играл на цитре и услышала, что первая струна была плохо настроена. Когда она сказала об этом отцу, тот удивился и специально ослабил четвёртую струну, чтобы проверить дочь. Но Цай смогла распознать и эту фальшь тоже. Талантливая девушка была не только поэтом и музыкантом, но и прекрасным каллиграфом, её работы всегда хвалили.
Её в 192 году в возрасте пятнадцати лет выдали замуж за Вэя Чжундао (衛仲道), который умер вскоре после свадьбы, не оставив детей. В это время в Китае рушилась империя Хань и началась многолетняя эпоха смут и гражданских войн. В 190 году после смерти канцлера захвативший власть полководец Дун Чжо привёл с севера в качестве своих союзников кочевников хунну в Лоян, тогда столицу Китая. В 191 году Дун Чжо, потерпев поражение от войск Юань Шао, полностью разрушил и сжёг древнюю столицу Лоян, а жителей угнал в Чанъань.
Дун Чжо был убит 22 мая 192 года своими же приближенными, власть захватили его генералы Ли Цзюэ и Го Сы, но смута не прекратилась, а скорее даже усилилась. Приведённые Дун Чжо кочевники и войска китайских генералов-авантюристов продолжали бесчинствовать, грабить и убивать, то же самое делали различные банды, страна стала практически неуправляемой. Войска Го Сы и Ли Цзюэ разрушили и новую столицу Чанъань. Цай Вэньцзи была взята ими в плен и перевезена в Шэньси.
Когда в 196 году генералы Ли Цзюэ и Го Сы потерпели поражение в боях с южными хунну, 17-летняя поэтесса попала в плен к победителям вместе с множеством других китайских женщин, которых хунну угнали в рабство в свои кочевья на север. По другим сведениям, она сама бежала в 195 г. к хунну из Чанъаня после того, как её отец был убит, а город разграблен.
Эти страшные события позднее она описала в стихотворениях:
На равнине люди нежные и слабые,
Пришедшее войско — все хусцы и цяны.
Охотились в поле, осаждали города,
Куда бы ни направились — все было уничтожено.
Рубили и резали, не оставили ни одного.
Трупы и кости подпирают и отталкивают друг друга.
На боку лошади висят мужские головы,
Позади лошади ведут жен.
(…)
Пленных — десятки тысяч,
Не удается собрать всех воедино.
(…)
Все время говорят несчастным поверженным пленникам
«Следует их зарубить мечами!
Мы вас не оставим в живых!»
Разве осмелятся они пожалеть жизнь?
Их ругань невыносима.
Некоторые ещё и добавляют удары палкой.
Воины хунну подарили красивую и образованную китайскую девушку своему вождю Лю Бао (劉豹)(«Мудрый царь левых»), которому она очень полюбилась. Цай Вэньцзи от него родила двух сыновей, она привыкла и приспособилась к новому месту, но все же продолжала очень скучать по родной земле и жадно ловила любую весточку из Китая. В плену она провела целых 12 лет. В 207 году друг её отца влиятельный политик и полководец Цао Цао, ставший новым канцлером, узнал, что дочь его друга томится в плену и выкупил пленницу за очень значительную сумму денег. После долгих раздумий и мучительных терзаний из-за детей, которых она должна была оставить у мужа-гунна, Цай Вэньцзи вернулась на родину.
Цао Цао выкупил её потому, что он высоко ценил её творчество, а также из-за того, что она была единственным человеком, оставшимся из его клана и из уважения к её отцу, чтобы успокоить духов её предков.
Когда Цай Вэньцзи возвратилась домой, Цао Цао, сам являвшийся не только великим государственным деятелем, но и крупным поэтом, поинтересовался сохранностью 4000 свитков, на которых были записаны произведения её знаменитого отца. Оказалось, что все они были утеряны в пожарах гражданских войн и смут, но десятую часть из них Цай Вэньцзи удалось запомнить наизусть. Услышав это, Цао Цао очень обрадовался и попросил её записать всё, что она вспомнит — так произведения Цай Юна частично сохранились и дошли до потомков. Позднее Цай Вэньцзи написала пронзительное и скорбное произведение о своих скитаниях в плену и возвращении в разрушенную столицу. В этой поэме, которая так и называется «Скорбные строки» (в русском переводе) или «Поэма скорби и гнева» — по-китайски, показаны все ужасы гражданской войны и иноземных вторжений.
Известно, что через некоторое время после возвращения в Китай поэтесса, к счастью, все же воссоединилась со своими любимыми детьми.
После возвращения на родину она в третий раз вышла замуж — за чиновника Дун Ши (董祀), который оказался любящим супругом и, казалось, обрела надёжный семейный очаг. Но однажды Дун Ши совершил какой-то проступок, за который тогда в Китае полагалась смертная казнь, а по другой версии, чем-то разгневал Цао Цао, который приговорил его к смерти. Чтобы спасти его, Цай Вэньцзи пошла к Цао Цао с просьбой помиловать своего мужа. Когда она пришла, Цао Цао пировал с гостями, которые были возмущены неподобающим внешним видом и поведением Цай Вэньцзи. Но она смело спросила полководца, сможет ли он дать ей ещё одного мужа, и тогда Цао Цао помиловал Дун Ши. Это последний известный эпизод жизни Цай Вэньцзи.
О последних годах жизни поэтессы осталось очень мало сведений, только то, что она жила при дворе Цао Цао и его наследников. Год и обстоятельства смерти выдающейся китайской поэтессы не известны.

## Произведения
Стихи Цай Вэньцзи отмечены огромной печалью, как и сама её жизнь. Два стихотворения под общим названием «Бэй фэнь ши» (悲憤詩), названные «Поэмой скорби и гнева», исследователями были безусловно признаны написанными её рукой. Эта поэма, написанная строгим пятисловным (по 5 иероглифов в строке) размером, рассказывает о выпавших на долю поэтессы и всей страны страшных испытаниях. Третье произведение, часто приписываемое ей, цикл мелодий для цисяньциня «Хуцзя шиба пай» («18 песен флейты кочевника», «Гуннская свирель») — по содержанию на первый взгляд производит впечатление расширенного варианта «Бэй фэнь ши». Но стихотворения цикла заметно отличаются от «Скорбных строк» по форме (в них преимущественно используется семисловный размер) и образности.
По поводу авторства цикла «Хуцзя шиба пай» давно велись и продолжают вестись оживленные споры. Его сюжет повторяет факты биографии Цай Вэньцзи, однако ряд деталей указывает на то, что автор или авторы этих текстов в отличие от самой поэтессы не был лично знакомы с обычаями хунну конца II — начала III веков. В «Хуцзя шиба пай» также имеются и ряд хронологических несоответствий. Так, этноним «цзя», введенный в само название цикла, вошёл в употребление в китайском языке только в IV веке, то есть через век после жизни Цай Вэньцзи. Самый тщательный текстологический и историко-филологический анализ текстов в конечном не прояснил вопроса об их авторстве и времени создания. В настоящее время большинство исследователей придерживаются версии, что это записи песенно-поэтических произведений, созданных народными исполнителями в IV—VII веков по мотивам «Бэй фэнь ши». Таким образам, оказывается, что это произведение создано неизвестными авторами. Но в народном сознании автором песенного цикла все равно остается Цай Вэньцзи.
Отрывки из «Поэмы скорби и гнева» в построчном переводе с китайского.
| 《悲憤詩》 | Поэма скорби и гнева                                |  |
| 邊荒與華異 | Область запустелая, на Китай непохожая              |  |
| 人俗少義理 | Люди грубые, с нехваткой долга и принципов;         |  |
| 處所多霜雪 | Место проживания (моё жилище) всё в инее и снегу    |  |
| 胡風春夏起 | Варварский ветер дует весной и летом;               |  |
| 翩翩吹我衣 | Шелестит, продувая мне одежду                       |  |
| 肅肅入我耳 | Свистит, задувая [пронзительно] мне в уши;          |  |
| 感時念父母 | Во время раздумий вспоминаю об отце с матерью,      |  |
| 哀歎無窮已 | Скорби и вздохам нет предела                        |  |
| 有客從外來 | [Каждый раз, когда] издалека приходит гость         |  |
| 聞之常歡喜 | Слышать его — всегда радость;                       |  |
| 迎問其消息 | Навстречу [наперебой] расспрашиваем о новостях      |  |
| 輒復非鄉里 | [Но] каждый раз оказывается, что не [наш] земляк.   |  |
| 邂逅徼時願 | Добиваюсь ожидаемого желания.                       |  |
| 骨肉來迎己 | Прибывает родич, приветствуя меня.                  |  |
| 己得自解免 | Добилась своего освобождения,                       |  |
| 當復棄兒子 | Нужно снова бросать детей.                          |  |
| 天屬綴人心 | Небесные предписания сдерживают людские помыслы,    |  |
| 念別無會期 | Думаю о разлуке, не будет случая встретиться.       |  |
| 存亡永乖隔 | В жизни и смерти навсегда разделены,                |  |
| 不忍與之辭 | Невозможно вынести расставание с ними.              |  |
| 兒前抱我頸 | Дети подходят, обнимают меня за шею,                |  |
| 問母欲何之 | Спрашивают, куда собирается мать?                   |  |
| 人言母當去 | Люди говорят, что мать должна уходить,              |  |
| 豈復有還時 | Настанет ли время, когда она вернется?              |  |
| 阿母常仁惻 | Матушка была всегда доброй и сострадающей,          |  |
| 今何更不慈 | Так почему же ныне изменилась и перестала любить?   |  |
| 我尚未成人 | Мы пока ещё не стали взрослыми,                     |  |
| 奈何不顧思 | Почему же она (о нас) не заботится?                 |  |
| 見此崩五內 | Вижу это, рухнули пять чувств,                      |  |
| 恍惚生狂癡 | В хаосе и смятении рождается безумие.               |  |
| 號呼手撫摩 | Кричу и зову, глажу руками,                         |  |
| 當發復回疑 | Нужно отправляться — вновь возвращаюсь к сомнениям. |  |

## Перевод произведений на русский язык
Цай Янь. Скорбные строки. Отрывки из поэмы.
Империя Хань пошатнулась, настали великие беды.

Дун Чжо, не исполнивший долга, рукою кровавой своей,

Чтоб власть захватить в государстве, замыслил убить государя,

И прежде всего, погубил он всех мудрых и верных мужей.
…А банды Дун Чжо продвигались к цветущим равнинам востока.

Они состояли из цяней, из ху состояли они…
…Они города осаждали, они выжигали селенья,

Они населенье пленили, они истребляли народ.

И там, где они проходили, поля превращались в пустыню,

И там, где они воевали, стонала земля от невзгод.
И головы всех перебитых свисали с разбойничьих седел,

Измученных женщин пленённых войска волокли за собой.

Дорога трудна и опасна. И пленницы длинной чредою

Брели к чужеземным заставам босой и голодной толпой.
И сердце моё, содрогаясь, в те дни разрывалось на части,

Родная земля оставалась за нами в дали голубой.

Десятками тысяч солдаты нас в рабство тогда угоняли,

И не было нам дозволенья общаться в плену меж собой.
… Наслушавшись бранных упреков и выкриков, сердцу обидных,

Плелись мы, в пыли задыхаясь, судьбу проклиная навек.

Колотили дубинкой, когда же хлестали плетями,

От всех оскорблений и боли свой облик терял человек.
…Боюсь, что уже с сыновьями свиданья мне больше не будет.

Их солнечных глаз не увидеть и писем уже не прочесть.

Разлука — она, как могила, моих сыновей поглотила,

И сердце в груди защемило: как эту беду перенесть?…
…А дети меня обнимали и ждали, наверное, чуда.

Куда уезжаешь ты, мама? выспрашивал каждый их взгляд…
На части рвалось моё сердце. Я в грудь кулаками стучала.

В глазах, как в буран, потемнело от горькой печали моей.

И с криком: «Небесная сила!» от горя с ума я сходила,

Стояла и громко рыдала, к груди прижимая детей.
Приехав домой, увидала: домов уже нет под навесом.

Узнала — родные погибли, померкла небесная синь.

А город стал голой горою, предместье вдруг сделалось лесом,

В развалинах бывших построек терновник растёт да полынь.
Повсюду разбросаны кости, а чьи, никому не известно.

Они громоздятся, как горы, и больно их видеть очам.

Пустынны и полдень, и вечер, людской не услышишь здесь речи,

Лишь воют шакалы да волки в столице былой по ночам.
Боюсь постоянно, что снова отвергнут меня как калеку.

Боюсь, что меня позабудут и муж, и родная страна.

Вы спросите: времени сколько дано на житьё человеку?

Отвечу: отведено столько, чтоб горе изведать сполна.
Перевод В.Журавлёва

## Отражение в культуре
Печальная история Цай Вэньцзи вдохновила ряд китайских художников, писателей и поэтов, живших много позднее, на создание произведений, изображающих трагедию её жизни. Сцена её возвращения в Китай является сюжетом картины художника Чжан Юя «Возвращение Цай Вэньцзи на её родину», хранящейся в галерее Чанлан в Летнем дворце в Пекине, а современная художница Чжан Цуин создала серию из шести картин, рассказывающих историю жизни Вэньцзи. Выдающийся китайский писатель и историк Го Можо написал имевшую огромный успех пьесу на основе её жизни, исполняемую в Пекинской опере.

## Память
- Цай Вэньцзи появляется как игровой персонаж в играх Koei — Dynasty Warriors: Strikeforce 2[8] и Dynasty Warriors 7 (её первое появление в локализованных играх для Северной Америки и Европы).
- Также она появляется в серии видеоигр Koei — Romance of the Three Kingdoms и в Dynasty Warriors 6: Empires, как неигровой персонаж.
- В честь Цай Вэньцзи назван кратер на Венере.[9]